# Konglomerat (sagor)
För andra betydelser, se Konglomerat.
Konglomerat är en samling kortare sagor som sammanfogats av en berättare till en längre text. Till skillnad från konglomeratsagorna kan varje saga berättas separat.